# جون هنري بالش
جون هنري بالش (بالإنجليزية: John Henry Balch)‏ هو ضابط أمريكي، ولد في 6 يناير 1896 في إجيرتون في الولايات المتحدة، وتوفي في 15 أكتوبر 1980.